# Lijst van zenuwen
Deze lijst bevat een opsomming van alle zenuwen in het menselijk lichaam.
- Nervus abducens (zesde hersenzenuw N.VI)
- Nervus accessorius (elfde craniale of hersenzenuw N.XI/bijkomstige zenuw/bijkomende zenuw).
- Nervi anales inferiores
- Nervus anococcygeus
- Nervus auricularis magnus
- Nervus auriculotemporalis
- Nervus axillaris
- Nervus cervicalis
- Nervi clunium inferiores
- Nervi clunium medii
- Nervi clunium superiores
- Nervus coccygeus
- Nervus cochlearis (gehoorzenuw)
- Nervus cutaneus antebrachii lateralis
- Nervus cutaneus antebrachii lateralis posterior
- Nervus cutaneus antebrachii medialis
- Nervus cutaneus antebrachii posterior
- Nervus cutaneus brachii lateralis inferior
- Nervus cutaneus brachii lateralis posterior
- Nervus cutaneus brachii lateralis superior
- Nervus cutaneus brachii medialis
- Nervus cutaneus brachii posterior
- Nervus cutaneus digiti secundi medialis
- Nervus cutaneus dorsalis intermedius
- Nervus cutaneus dorsalis lateralis
- Nervus cutaneus dorsalis medialis
- Nervus cutaneus femoris lateralis
- Nervus cutaneus femoris posterior
- Nervus cutaneus hallucis lateralis
- Nervus cutaneus surae lateralis
- Nervus cutaneus surae medialis
- Nervi digitales dorsales manus
- Nervi dititales dorsales pedis
- Nervi digitales palmares
- Nervi digitales palmares communes
- Nervi digitales palmares pollicis
- Nervi digitales palmares proprii
- Nervi digitales plantares communes
- Nervi digitales plantares proprii
- Nervus dorsalis clitoridis
- Nervus dorsalis penis
- Nervus dorsalis scapulae
- Nervus facialis (aangezichtszenuw, zevende hersenzenuw, N.VII)
- Nervus femoralis
- Nervus fibularis communis
- Nervus fibularis profundus
- Nervus fibularis superficialis
- Nervus frontalis
- Nervus genitofemoralis
- Nervus glossopharyngeus (negende hersenzenuw, N IX)
- Nervus glutaeus inferior
- Nervus glutaeus superior
- Nervus hypoglossus (ondertongzenuw, twaalfde hersenzenuw, N.XII)
- Nervus iliohypogastricus
- Nervus ilioinguinalis
- Nervi intercostales
- Nervi intercostobrachiales
- Nervus interosseus antebrachii anterior
- Nervus interosseus antebrachii posterior
- Nervus interosseus cruris
- Nervus ischiadicus
- Nervi labiales anteriores
- Nervi labiales posteriores
- Nervus lacrimalis
- Nervus laryngeus recurrens
- Nervus laryngeus superior
- Nervus lingualis
- Nervus mandibularis
- Nervus massetericus
- Nervus maxillaris
- Nervus medianus
- Nervi musculi obturatorii interni
- Nervi musculi piriformis
- Nervi musculi quadrati femoris
- Nervi musculi tensoris veli palatini
- Nervus musculocutaneus
- Nervus mylohyoideus
- Nervus nasociliaris
- Nervus obturatorius
- Nervus obturatorius accessorius
- Nervus occipitalis major
- Nervus occipitalis minor
- Nervus occipitalis tertius
- Nervus oculomotorius (derde hersenzenuw, N.III)
- Nervus olfactorius (eerste hersenzenuw, N.I)
- Nervus ophthalmicus
- Nervus opticus (tweede hersenzenuw, N.II)
- Nervi palatini
- Nervus pectoralis lateralis
- Nervus pectoralis medialis
- Nervi perineales
- Nervus peronaeus = Nervus fibularis
- Nervus petrosus major
- Nervus petrosus minor
- Nervus phrenicus
- Nervus plantaris lateralis
- Nervus plantaris medialis
- Nervus pterygoideus lateralis
- Nervus pterygoideus medialis
- Nervus pudendus
- Nervus radialis
- Nervi rectales inferiores
- Nervus recurrens
- Nervus sacralis
- Nervus saphenus
- Nervus scrotales anteriores
- Nervus scrotales posteriores
- Nervi splanchnici
- Nervi splanchnici pelvici
- Nervus stapedius
- Nervus subclavius
- Nervus subcostalis
- Nervus suboccipitalis
- Nervus subscapularis
- Nervi supraclaviculares intermedii
- Nervi supraclaviculares laterales
- Nervi supraclaviculares mediales
- Nervus suprascapularis
- Nervus suralis
- Nervi temporales profundi
- Nervi thoracici
- Nervus thoracicus longus
- Nervus thoracodorsalis
- Nervus tibialis
- Nervus transversus colli
- Nervus trigeminus (drielingzenuw, vijfde hersenzenuw, N.V)
- Nervus trochlearis (vierde hersenzenuw, N.IV)
- Nervus tympanicus
- Nervus ulnaris
- Nervus vagus (tiende hersenzenuw, N.X)
- Nervus vestibularis
- Nervus vestibulocochlearis (ook wel nervus statoacusticus, achtste hersenzenuw, N.VIII)
- Nervus zygomaticus